# توزيع أف
توزيع أف (ف) أو توزيع فيشر-سنديكور أو توزيع أف (ف) سنديكور (بالإنجليزية: F-distribution)‏ هو توزيع احتمالي مستمر حسب نظرية الاحتمالات والإحصاء.